# AZGP1
AZGP1‏ (Alpha-2-glycoprotein 1, zinc-binding) هوَ بروتين يُشَفر بواسطة جين AZGP1 في الإنسان.